# Aylin Esener
Aylin Esener (* 24. srpen 1975 v Buxtehude, Německo) je německá herečka.

## Život
Aylin Esener je německo-tureckého původu a má německé občanství. Její německá matka je stavební kreslířka a její turecký otec je architekt, který přišel studovat do Heidelbergu. Vyrůstala ve Stade, kde také chodila do školy.
Vystudovala herectví na Hochschule für Film und Fernsehen Potsdam-Babelsberg (1996-2000). Potom pracovala především jako divadelní herečka. Hrála v Městském divadle Cáchy (2000-2003), v Deutschen Theater Berlín (2003–2009) a v Nationaltheater Mannheim (2006). Dále hrála v divedlech v Hamburku, Ludwigshafenu, Karlsruhe, Brémách a v berlínském divadle Theater Ballhaus Naunynstraße.
Od roku 1998 hraje také v televizi. Od dubna 2011 hraje v ZDF telenovele Lena – Liebe meines Lebens právničku Katharinu Jung. Také natáčí televizní reklamy například T-Com a Persil Cold Colour.
Pracuje také v rozhlase a na zvukové nosiče namlouvá knihy.

## Osobní informace
Mluví německy, anglicky, švédsky a turecky a ovládá berlínský, hamburský, dolnoněmecký a severoněmecký dialekt. Měří 170 cm, má hnědé vlasy a modré oči. Hraje na klavír, ovládá salsu a má ráda lyžování a potápění a šermuje.
Aylin Esener žije se svým dlouholetým partnerem, hercem Nielsem Kurvinem v Berlíně. V úspěšném divadelním představení Lust auf was Anderes, které režíruje Niels Kurvin, hraje hlavní roli.

## Filmografie (výběr)
- 1998: All Überall
- 1999: St. Angela
- 1999: Lotte Primaballerina
- 2000: Powder Park
- 2006: Besuch 3
- 2007: Bin ich heimatlos?
- 2007: Besuch 2
- 2007: Drei kleine Jodtabletten
- 2008: Um ein Haar
- 2008: Giacomo Puccini– Die dunkle Seite des Mondes
- 2011: Lena – Liebe meines Lebens
- 2012: Lösegeld

## Ocenění
- 1999: Schauspielschultreffen deutschsprach. Schauspielschulen in Rostock Ensemblepreis
- 2002: Theater heute Nominierung Beste Nachwuchsdarstellerin
- 2003: Theater Pur Nominierung Beste Schauspielerin in NRW

## Reklama
- 2009: Persil Gold Color
- 2004: T-Com Werbung - Sauna